# Castello di Ishëm
Il castello di Ishëm (in albanese Kalaja e Ishmit) è una fortezza e un monumento del patrimonio culturale di Ishëm, nella Prefettura di Durazzo, in Albania. Fu costruito dal 1572 al 1574 dagli ottomani. Di fronte all'ingresso del castello è sepolto l'artista albanese Ibrahim Kodra. Dalla collina dove sorge il castello si può vedere anche il fiume Išem.

## Descrizione
Il castello di Ishëm si trova in un punto dominante, al centro dell'omonimo comune collinare, da dove sono visibili tutte le strade e il terreno. Sotto l'altura scorre il fiume Ishmi, che un tempo era navigabile. Alla sua foce, in epoca medioevale, fu eretto un molo marittimo in cui venivano movimentate le navi locali e quelle di altri paesi. Il castello fu costruito a Ishem, una zona allora molto popolata che era direttamente collegata a Kruja, per mezzo di una strada costruita appositamente a tale scopo. La Sublime porta, preoccupata per gli sviluppi del vilayet (provincia), decise di costruire una fortezza, con lo scopo non solo di proteggere il vilayet dai movimenti contadini, ma anche per fermare il contrabbando con Venezia. Il castello di Ishëm iniziò a essere costruito nell'estate del 1572 e fu completato dopo 2 anni, nel 1574. Dopo il completamento dei lavori, nel forte fu collocata una guarnigione militare turca di 410 soldati. Lo spessore delle mura della fortezza variava da 1,2 ma 1,5 m di spessore, mentre la loro altezza raggiungeva i 7 m. Il sito da diversi anni ha iniziato a cadere in rovina.